# Маквиллер
Маквиллер (фр. Mackwiller) — коммуна на северо-востоке Франции в регионе Гранд-Эст (бывший Эльзас — Шампань — Арденны — Лотарингия), департамент Нижний Рейн, округ Саверн, кантон Ингвиллер. До марта 2015 года коммуна административно входила в состав упразднённого кантона Дрюлинген (округ Саверн).
Площадь коммуны — 9,02 км², население — 613 человек (2006) с тенденцией к снижению: 585 человек (2013), плотность населения — 64,9 чел/км².

## Население
Население коммуны в 2011 году составляло 599 человек, в 2012 году — 592 человека, а в 2013-м — 585 человек.
| 1962 | 1968 | 1975 | 1982 | 1990 | 1999 | 2006 | 2008 | 2011 | 2012 | 2013 |
| ---- | ---- | ---- | ---- | ---- | ---- | ---- | ---- | ---- | ---- | ---- |
| 660  | 672  | 671  | 683  | 635  | 612  | 613  | 602  | 599  | 592  | 585  |

Динамика населения:

## Экономика
В 2010 году из 376 человек трудоспособного возраста (от 15 до 64 лет) 276 были экономически активными, 100 — неактивными (показатель активности 73,4 %, в 1999 году — 60,6 %). Из 276 активных трудоспособных жителей работали 249 человек (146 мужчин и 103 женщины), 27 числились безработными (13 мужчин и 14 женщин). Среди 100 трудоспособных неактивных граждан 32 были учениками либо студентами, 30 — пенсионерами, а ещё 38 — были неактивны в силу других причин.